# Krasicki Hrabia
Krasicki Hrabia – polski herb szlachecki, hrabiowska odmiana herbu Rogala.

## Opis herbu
Opis z wykorzystaniem klasycznych zasad blazonowania:
Na tarczy dzielonej w słup w polu prawym, srebrnym, róg jeleni naturalny o czterech porostach, w polu lewym, czerwonym, róg bawoli naturalny. Nad tarczą korona hrabiowska, dziewięciopałkowa, a nad nią hełm w koronie, z którego klejnot: z prawej róg bawoli, z lewej jeleni jak w tarczy. Labry czerwone, podbite srebrem.

## Najwcześniejsze wzmianki
Nadany w Galicji 14 marca 1786 z predykatem hoch- und wohlgeboren (wysoko urodzony i wielmożny) Antoniemu, Gabrielowi i Stanisławowi Krasickim herbu Rogala. Tytuł został nadany na podstawie pochodzenia od Jerzego i Anny z Sanguszków oraz patentu szlacheckiego z 1775. Obdarowani byli braćmi stryjecznymi Antoniego, którego bratem z kolei był Ignacy Krasicki.

## Herbowni
Jedna rodzina herbownych:
graf von Krasicki.